# Acanthobrama mirabilis
Acanthobrama mirabilis är en fiskart som beskrevs av Ladiges, 1960. Acanthobrama mirabilis ingår i släktet Acanthobrama och familjen karpfiskar. Inga underarter finns listade i Catalogue of Life.